# العلاقات البحرينية الوسط إفريقية
العلاقات البحرينية الوسط أفريقية هي العلاقات الثنائية التي تجمع بين البحرين وجمهورية أفريقيا الوسطى.

## مقارنة بين البلدين
هذه مقارنة عامة ومرجعية للدولتين:
| وجه المقارنة                                              | البحرين       | جمهورية أفريقيا الوسطى      |
| --------------------------------------------------------- | ------------- | --------------------------- |
| المساحة (كم2)                                             | 765           | 622.98 ألف                  |
| عدد السكان (نسمة)                                         | 1.49 مليون    | 4.66 مليون                  |
| الكثافة السكانية (ن./كم²)                                 | 194.77 ألف    | 7.48                        |
| العاصمة                                                   | المنامة       | بانغي                       |
| اللغة الرسمية                                             | اللغة العربية | لغة فرنسية، اللغة السانغوية |
| العملة                                                    | دينار بحريني  | فرنك وسط أفريقي             |
| الناتج المحلي الإجمالي (بليون دولار)                      | 35.31 مليار   | 1.95 مليار                  |
| الناتج المحلي الإجمالي (تعادل القوة الشرائية) بليون دولار | 64.16 مليار   | 3.03 مليار                  |
| الناتج المحلي الإجمالي الاسمي للفرد دولار أمريكي          | 22.60 ألف     | 323                         |
| الناتج المحلي الإجمالي للفرد دولار أمريكي                 | 45.50 ألف     | 594                         |
| مؤشر التنمية البشرية                                      | 0.824         | 0.350                       |
| رمز المكالمات الدولي                                      | +973          | +236                        |
| رمز الإنترنت                                              | .bh           | .cf                         |
| المنطقة الزمنية                                           | ت ع م+03:00   | ت ع م+01:00                 |

## منظمات دولية مشتركة
يشترك البلدان في عضوية مجموعة من المنظمات الدولية، منها:
| علم المنظمة | اسم المنظمة                               | تاريخ انضمام البحرين | تاريخ انضمام جمهورية أفريقيا الوسطى |
| ----------- | ----------------------------------------- | -------------------- | ----------------------------------- |
|             | يونسكو                                    | 18 يناير 1972        | 11 نوفمبر 1960                      |
|             | وكالة ضمان الاستثمار متعدد الأطراف        | 12 أبريل 1988        | 8 سبتمبر 2000                       |
|             | الأمم المتحدة                             | 21 سبتمبر 1971       | 20 سبتمبر 1960                      |
|             | الفريق المعني برصد الأرض                  | ?                    | ?                                   |
|             | الاتحاد البريدي العالمي                   | ?                    | ?                                   |
|             | البنك الدولي للإنشاء والتعمير             | 15 سبتمبر 1972       | 10 يوليو 1963                       |
|             | الاتحاد الدولي للاتصالات                  | 1975                 | 2 ديسمبر 1960                       |
|             | منظمة حظر الأسلحة الكيميائية              | ?                    | ?                                   |
|             | مؤسسة التمويل الدولية                     | 22 سبتمبر 1995       | 1 أبريل 1991                        |
|             | المركز الدولي لتسوية المنازعات الاستشارية | 15 مارس 1996         | 14 أكتوبر 1966                      |
|             | منظمة التجارة العالمية                    | ?                    | ?                                   |
|             | منظمة الشرطة الجنائية الدولية             | ?                    | ?                                   |

## وصلات خارجية
- موقع وزارة الخارجية البحرينية